# International Association for Cryptologic Research
Die International Association for Cryptologic Research (IACR, englisch für etwa Internationale Vereinigung für Kryptologie-Forschung) ist eine wissenschaftliche nichtkommerzielle Organisation, deren Zweck die Erforschung der Kryptologie und angrenzender Wissenschaftsfelder ist. Die IACR ist Herausgeberin des renommierten Journal of Cryptology sowie des Journals Communications in Cryptology (CiC) und Veranstalterin der Konferenzen
- Asiacrypt
- Crypto
- Eurocrypt

Crypto und Eurocrypt sind die ältesten und etabliertesten Konferenzen in der Kryptologie; beide wurden Anfang der 1980er Jahre ins Leben gerufen.
Neben diesen drei Veranstaltungen ist die IACR auch verantwortlich für vier thematisch enger gefasste Konferenzen (sog. „area conferences“):
- Cryptographic Hardware and Embedded Systems (CHES)
- Fast Software Encryption (FSE)
- Practice and Theory in Public Key Cryptography (PKC)
- Theory of Cryptography Conference (TCC)

Dazu organisiert die IACR auch das:
- Real World Crypto Symposium (RWC).

Im Gegensatz zu den sieben obenstehenden Konferenzen besteht das RWC nur aus eingeladenen Vorträgen. 
Zusammen decken die acht Veranstaltungen die meisten Themen der modernen kryptologischen Forschung ab.